# 斯托爾內斯半島
69°26′S 76°5′E / 69.433°S 76.083°E
斯托爾內斯半島是南極洲的半島，位於普里茲灣，處於拉斯曼丘陵以西，長約6公里，該半島由挪威製圖師根據探險隊的空中照片繪入地圖。